# 우치다 준
우치다 준(일본어: 内田 潤, 1977년 10월 14일 ~ )는 일본의 전 축구 선수이다.

## 구단 경력
과거 가시마 앤틀러스, 알비렉스 니가타에서 활동하였다.